# Phusion Passenger
Phusion Passenger est un module pour Apache et Nginx qui permet de déployer en production des applications en Ruby on Rails, Python, et quelques autres languages. Ce module est distribué en logiciel libre, sous licence MIT.